# Joseph Blackmore
Joseph Blackmore (Londres, Inglaterra, 3 de febrero de 2003) es un ciclista profesional británico, miembro del equipo Israel-Premier Tech.

## Biografía
Blackmore terminó tercero en el Campeonato Nacional de Ciclocrós de 2022. Se unió al Team Inspired procedente del ROTOR Race Team.
En 2022 fue seleccionado para los Juegos de la Commonwealth de 2022 en Birmingham, donde compitió en ciclismo de montaña y terminó en quinto lugar.
Blackmore obtuvo su primera victoria en ciclocross UCI en Clanfield en la temporada 2022-2023, venciendo al campeón nacional Thomas Mein en el proceso y terminó segundo en el Campeonato Nacional de Ciclocrós, ganando el título sub-23. 
En 2024 debutó como profesional en ciclismo en ruta y ganó el Tour de Ruanda y dos etapas en este primer año.

## Palmarés

### Ciclocrós
2021-2022
- 3.º en el Campeonato del Reino Unido de Ciclocrós

2022-2023
- 2.º en el Campeonato del Reino Unido de Ciclocrós

### Ruta
2024
- Tour de Ruanda, más 2 etapas
- Tour de Taiwán
- Circuito de las Ardenas, más 1 etapa
- Lieja-Bastoña-Lieja sub-23
- Tour del Porvenir, más 1 etapa

## Resultados en Grandes Vueltas
| Carrera | Carrera         | 2024 | 2025 |
| ------- | --------------- | ---- | ---- |
|         | Giro de Italia  | —    | —    |
|         | Tour de Francia | —    | 48.º |
|         | Vuelta a España | —    | —    |

—: no participa 
Ab.: abandono

## Equipos
- Israel Premier Tech Academy (2024)[2]
- Israel-Premier Tech (2024-)